# Uni (mitologia)

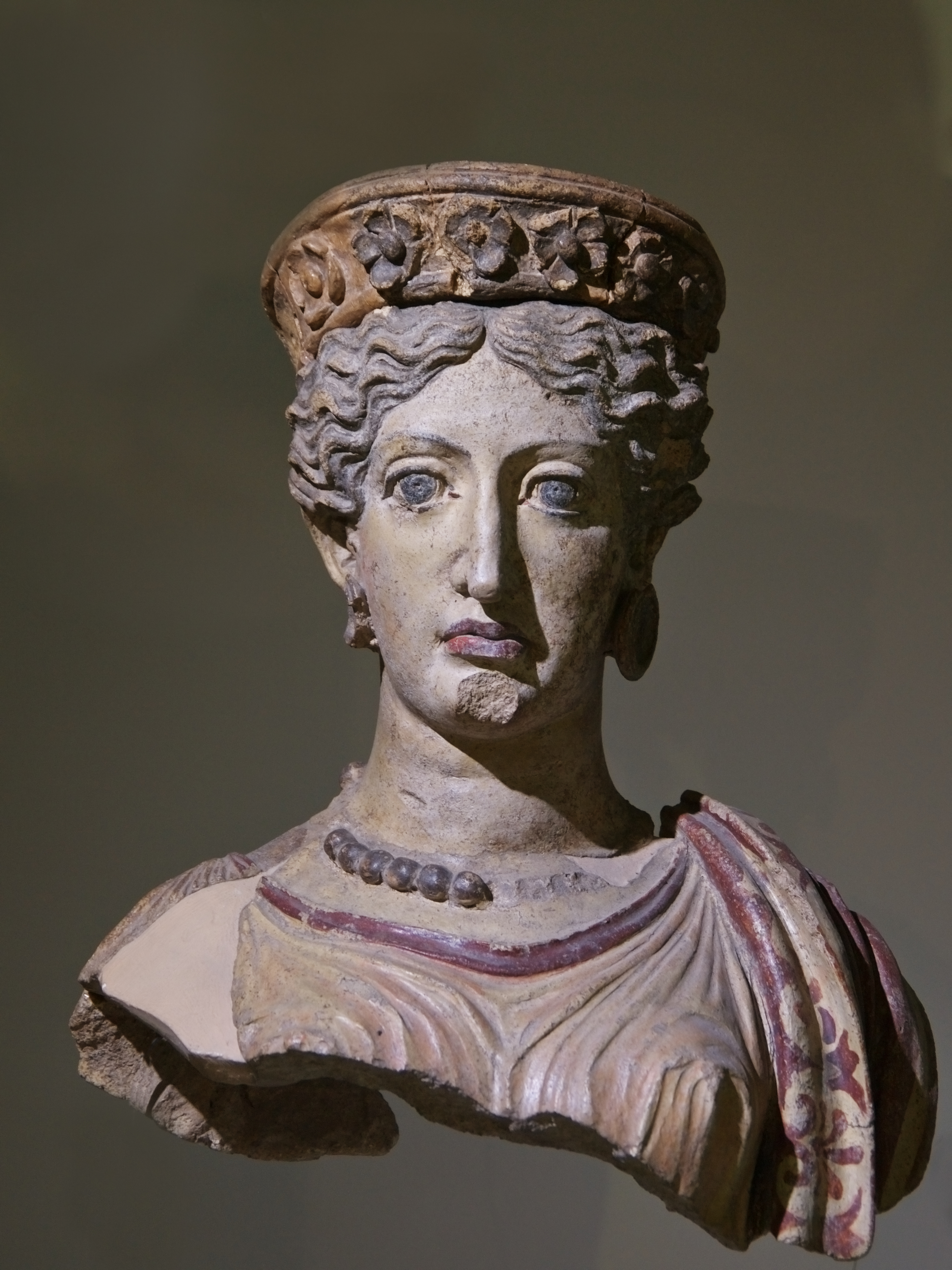
Uni, busto dal Museo nazionale etrusco di Villa Giulia

Uni era la suprema dea del Pantheon etrusco e patrona di Perusia.
Formava con Tinia e Menrva una importantissima triade.
Uni era la madre di Hercle, suo marito Tinia ne era il padre.
Equivale nella mitologia greca a Era mentre in quella romana a Giunone.

## Etimologia
Il nome Uni ha un'etimologia incerta, ma potrebbe essere legato a una radice indoeuropea iuni che significa "giovane", che si collega alla sua associazione con la fertilità, l'amore e il matrimonio. In relazione a ciò, è stato anche suggerito che il latino Iuno (Giunone) abbia avuto origine dall'etrusco, modificato da una desinenza femminile -i etrusca.

## Mitologia
Poiché la maggior parte della letteratura etrusca non è sopravvissuta nel tempo, le storie mitologiche che coinvolgono gli dei etruschi sono state ampiamente interpretate attraverso scene incise in specchi di bronzo, e altre opere d'arte a tecnica mista.

### Uni ed Hercle
Un notevole specchio di Volterra raffigura Uni che allatta un semidio adulto, Hercle (l'Eracle greco o l'Ercole romano). Tinia, tra le altre divinità presenti alla scena, indica una tavoletta con l'iscrizione che indica il significato dell'evento: "eca: sren: tva: iχnac hercle:unial clan: θra:sce" che significa "questa immagine mostra come Hercle sia diventato figlio di Uni". In altre rappresentazioni di questo mito, divinità come Menrva, Turan e Mae - la dea della vittoria - sono presenti come parte di una folla animata che testimonia l'adozione.
Il motivo di Hercle allattato da Uni è inteso come di origine greca, dove la controparte Era fu inconsapevolmente ingannata da Zeus (Tinia) per allattare, e con questo processo adottare, un neonato Eracle contro la sua volontà.
La rappresentazione di questo mito, in cui il processo di adozione è caratterizzato da un Ercole adulto e da una Uni servizievole, è ampiamente riconosciuta come sviluppatasi interamente in Etruria. La maggior parte degli studiosi considera questa interpretazione del mito come la gradita iniziazione dell'Ercole alla divinità; è stato anche suggerito che la scena rappresenti la riconciliazione tra Uni ed Hercle, dove il racconto etrusco rappresenta accuratamente il significato del nome greco di Ercole "Gloria di Era".

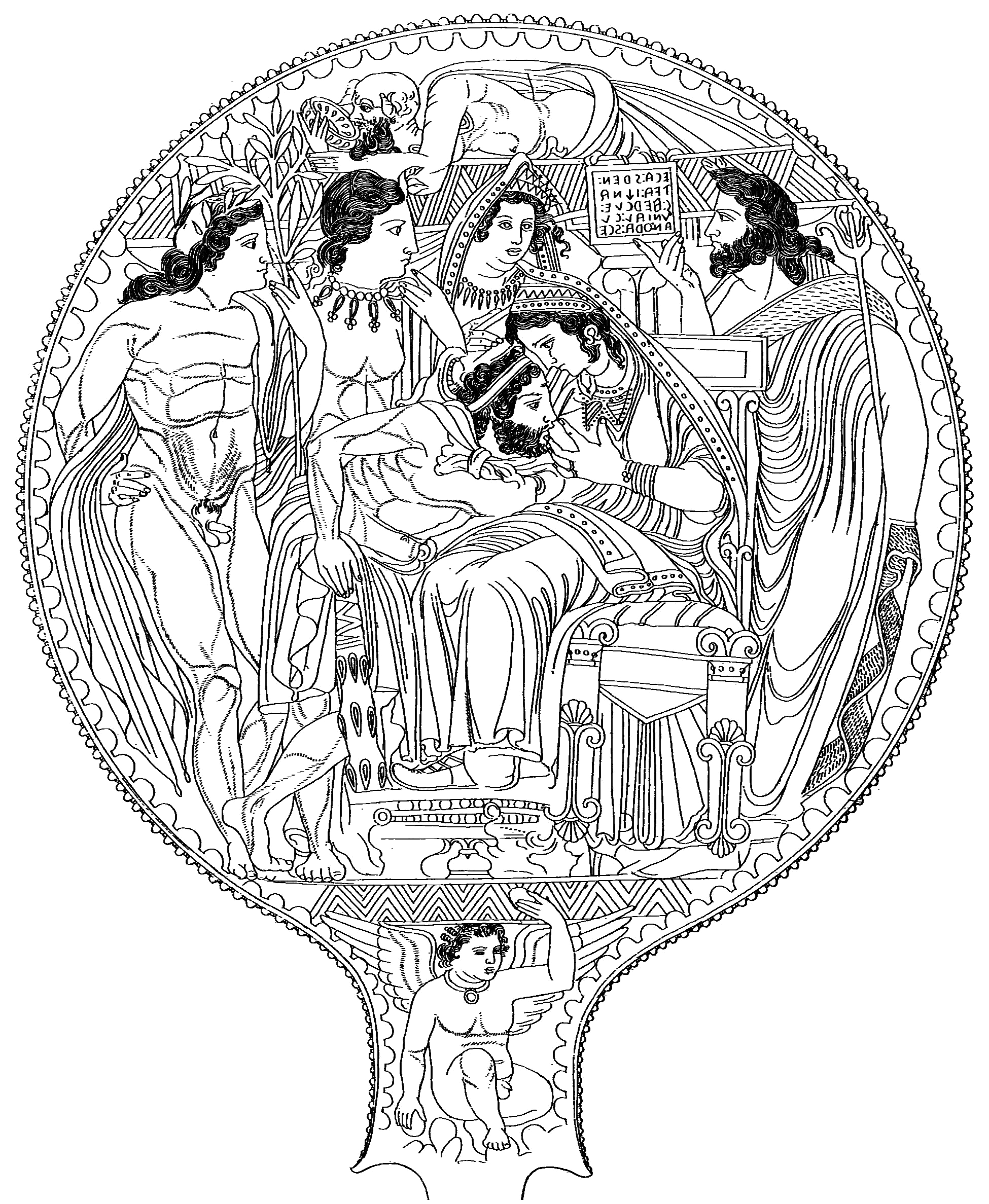
Specchio di bronzo da Volterra.
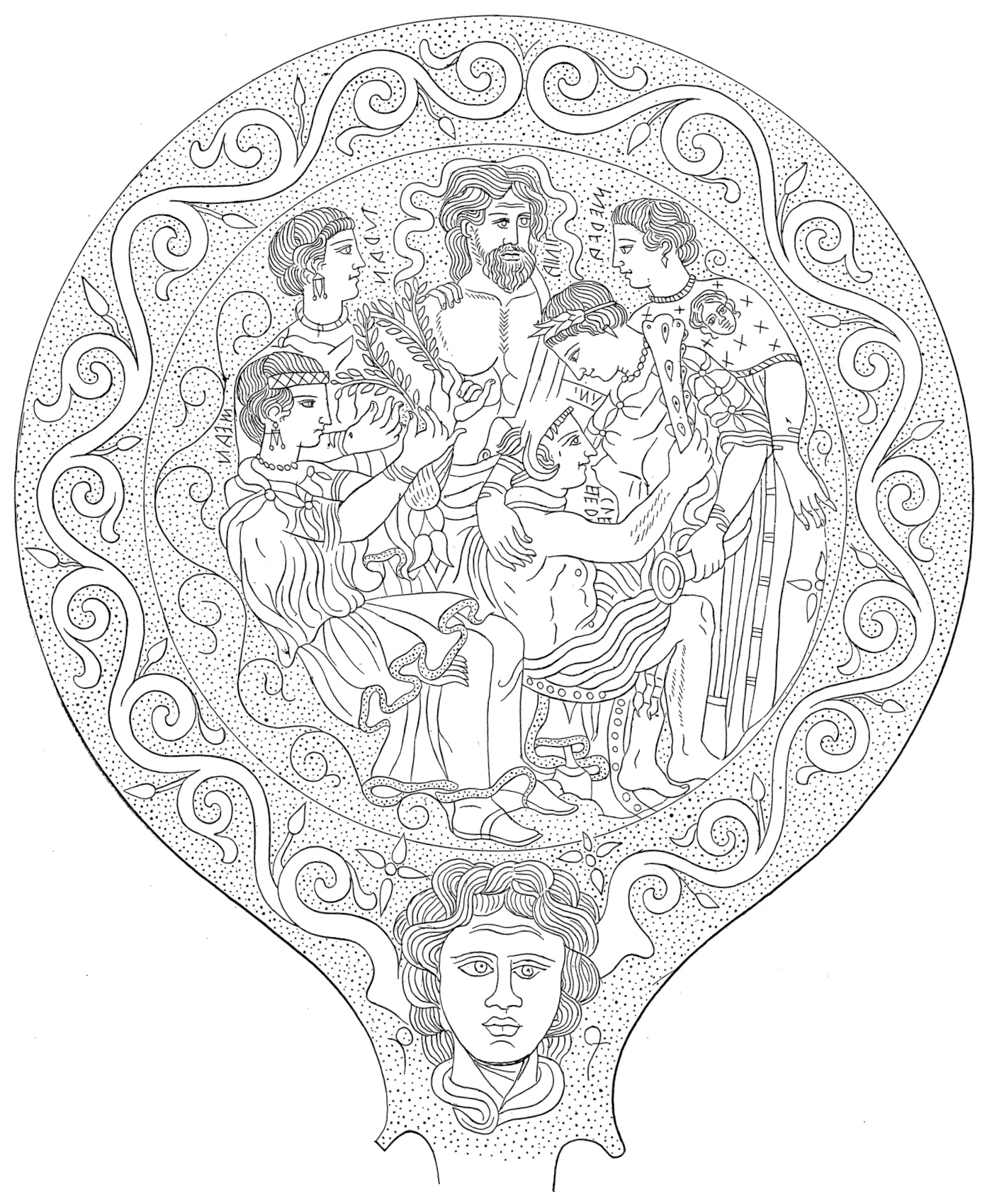
Specchio di bronzo che rappresenta Uni mentre allatta Hercle, affiancata da Tinia, Menrva, Turan, and Mean.
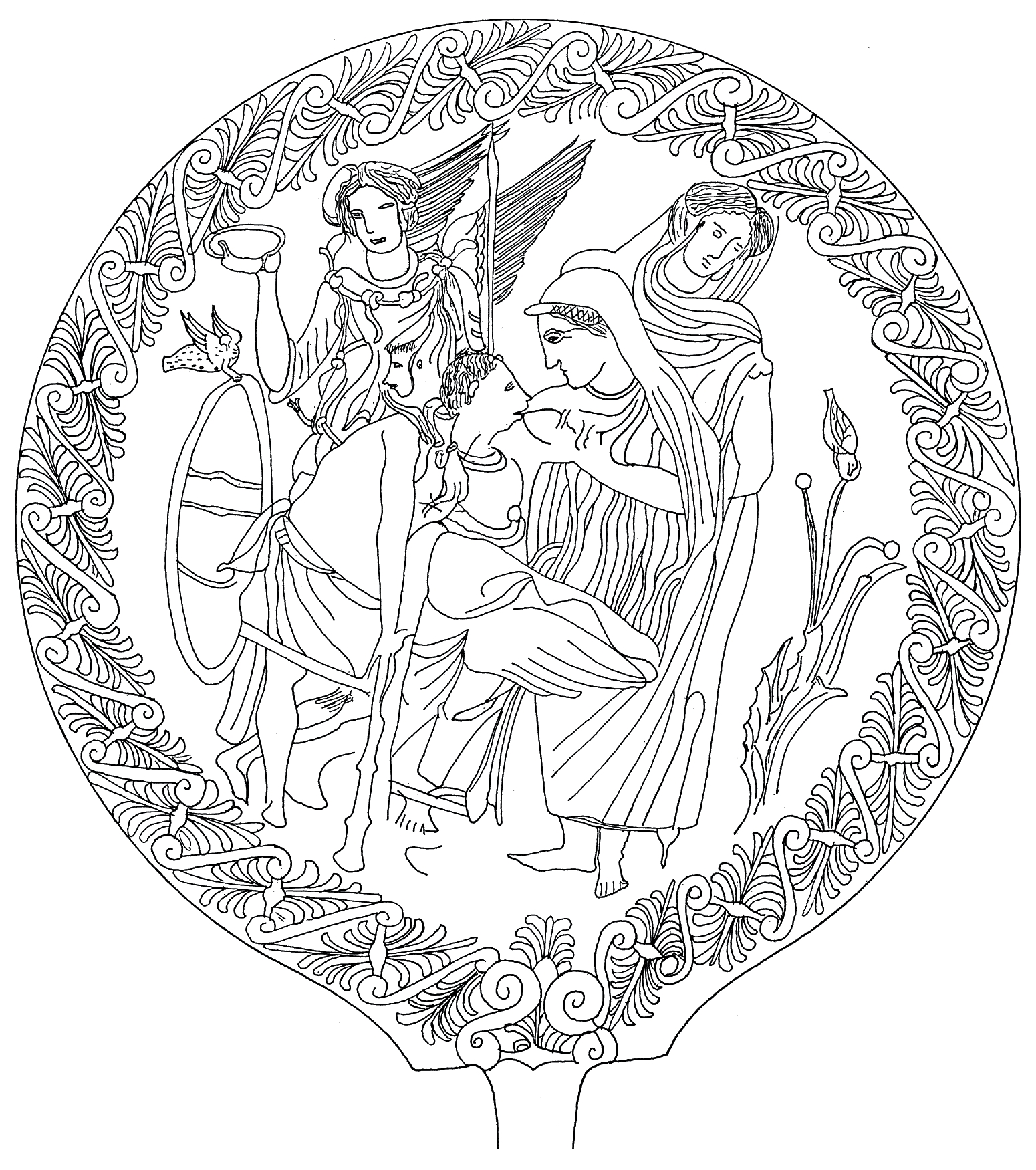
Uni allatta Hercle, dalla Tomba 65, Tarquina.
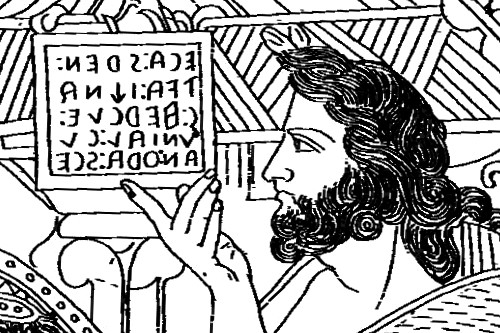
Dettaglio di un'iscrizione votiva per Tinia, da uno specchio di bronzo da Volterra

### Il Giudizio di Elcsntre
Il Giudizio di Elcsntre (equivalentemente noto in termini greci come Giudizio di Paride) è secondariamente degno di nota in quanto mito spesso rappresentato in termini etruschi attraverso specchi di bronzo. I temi principali del mito greco rimangono intatti: Elcsntre (Paride), guidato da Turms (Ermes), deve scegliere chi è "la più bella" tra Menrva, Uni, e Turan per ricevere in dono un uovo (pomo d'oro) che era stato presentato alle nozze di Peleo e Teti. Quando Elcsntre non poté scegliere facilmente tra le tre dee, queste ricorsero a corromperlo. L'interpretazione etrusca delle offerte specifiche presentate non è chiara a causa della mancanza di fonti scritte e di diverse rappresentazioni su vari specchi, tuttavia ci sono rappresentazioni comuni dei doni di Menrva e Turan in linea con le loro controparti greche. La lancia di Menrva e una corona di fiori sono spesso raffigurate come rappresentative della gloria offerta in battaglia. Turan è spesso raffigurata con rami di fiori in mano e con il corpo in mostra, a rappresentare l'offerta a Elcsntre della donna più bella del mondo come moglie. Unicamente, Uni è raffigurata in un modo diverso che non corrisponde completamente all'origine greca del mito. Tra i vari specchi, è stata raffigurata nuda, o completamente vestita, ma con in mano un ramo di melograno con tre pezzi di frutta, che generalmente non è stato interpretato come l'offerta di potere politico del mito greco. Invece, pur non essendoci una chiara affermazione della sua offerta, si è sostenuto che queste raffigurazioni dimostrano le sue caratteristiche uniche etrusche, in cui è maggiormente associata ai frutti della fertilità.

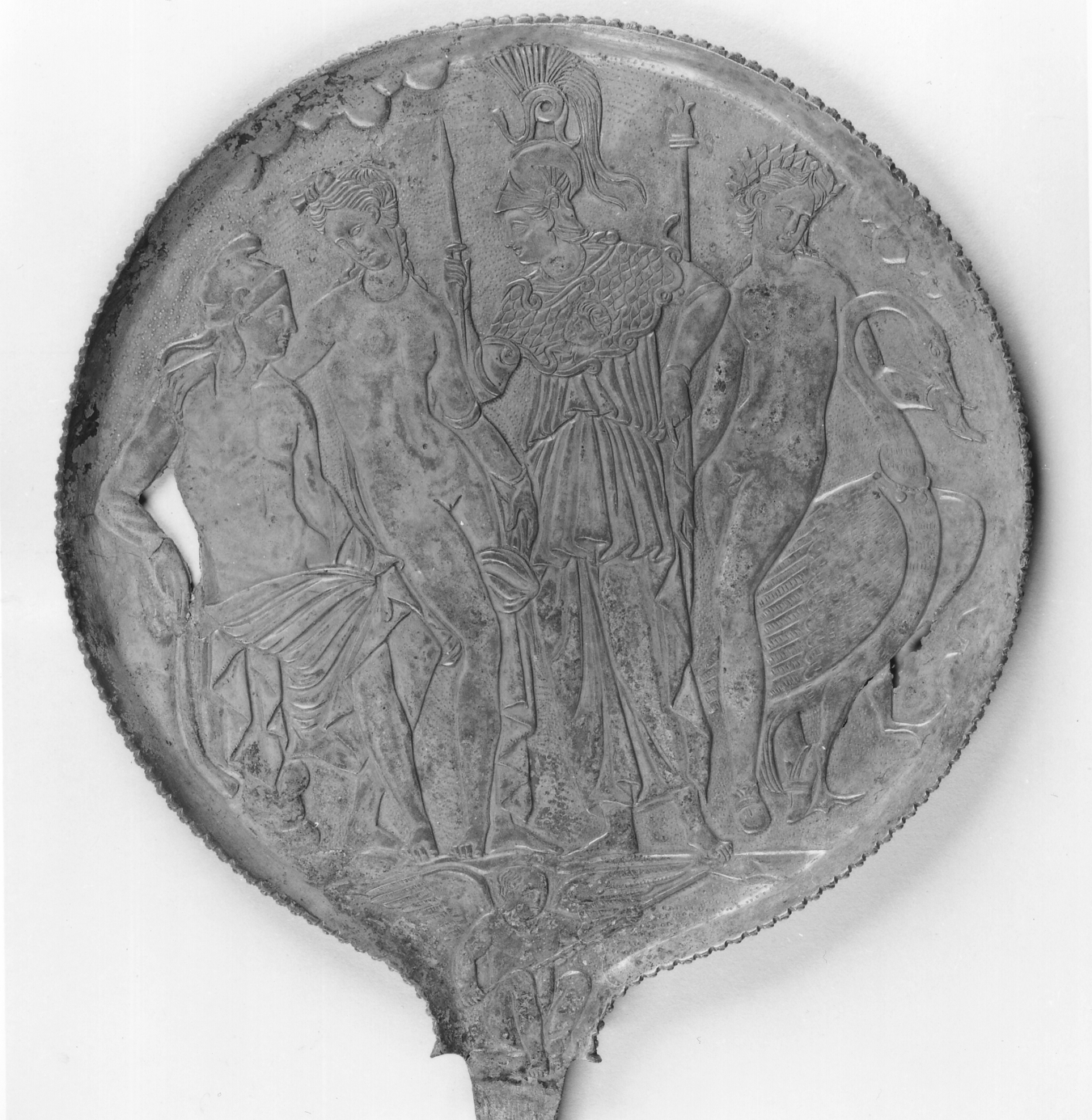
Specchio in bronzo che rappresenta il Giudizio di Elcsntre. Da sinistra: Elcsntre, Uni, Menrva e una figura sconosciuta.
Specchio in bronzo che rappresenta il Giudizio di Elcsntre. Da sinistra: Elscntre, Menrva, Turan, Althaia. Nelle estremità superiori dello specchio è disegnato un carro, mentre nelle estremità inferiori sono raffigurati vili serpenti strangolatori.